# Andreas Thorstani
Andreas Thorstani, död 1638 i Rackeby församling, Västergötland, var en svensk präst.

## Biografi
Andreas Thorstani var son till kyrkoherden Thorstanus Erici i Skövde stadsförsamling. Han blev 1626 kyrkoherde i Rackeby församling och avled där 1638.

### Familj
Andreas Thorstani var gift med Agneta Thermander. Hon var dotter till kyrkoherden Torbjörn Thermander i Väse församling.